# Toxoniella rogoae
Toxoniella rogoae är en spindelart som beskrevs av Warui och Rudy Jocqué 2002. Toxoniella rogoae ingår i släktet Toxoniella och familjen Gallieniellidae.
Artens utbredningsområde är Kenya. Inga underarter finns listade i Catalogue of Life.